# Screamworks: Love in Theory and Practice
Screamworks: Love in Theory and Practice (Chapters 1-13) è il settimo album in studio del gruppo musicale Metal finlandese degli HIM pubblicato dalla Warner Music. Uscito in Italia il 14 febbraio 2010, negli Stati Uniti il 9 febbraio 2010, in Francia e Regno Unito l'8 febbraio 2010, in Giappone il 10 e in Germania il 12. Le versioni rilasciate sono state due, una standard a disco singolo e una "Deluxe Edition" a disco doppio.
L'album è stato registrato a Los Angeles, prodotto da Matt Squire (The Used, Taking Back Sunday, Panic! at the Disco), e mixato da Neal Avron.
Il primo singolo tratto dall'album, Heartkiller, è in streaming on-line dal 4 dicembre 2009 sul sito Myspace della band, ed è in vendita dal 7 dicembre in quasi tutta l'Europa. È stato inoltre realizzato un video musicale, pubblicato l'8 gennaio 2010.

## Tracce
Testi e musiche di Ville Valo.
1. In Venere Veritas – 3:36
2. Scared to Death – 3:41
3. Heartkiller – 3:29
4. Dying Song – 3:32
5. Disarm Me (With Your Loneliness) – 4:02
6. Love, the Hardest Way – 3:20
7. Katherine Wheel – 3:26
8. In the Arms of Rain – 3:47
9. Ode to Solitude – 3:58
10. Shatter Me with Hope – 3:52
11. Acoustic Funeral (For Love in Limbo) – 3:58
12. Like St. Valentine – 3:15
13. The Foreboding Sense of Impending Happiness – 3:14

iTunes Bonus Tracks
1. Heartkiller (Live at Helldone) – 3:35
2. Love, the Hardest Way (Live at Helldone) – 3:25

iTunes Pre-Order Bonus Tracks
1. Scared to Death (Live at Helldone) – 3:48

## Baudelaire In Braille
Baudelaire in Braille è il secondo disco presente nella Deluxe Edition dell'album Screamworks: Love in Theory and Practice del gruppo metal finlandese HIM. Esso contiene tutte le tracce presenti nella versione standard, ma in versione acustica. Il CD è completamente nero e presenta solamente le diciture "SW AC" sulla sinistra e "By Valo" sulla destra. Il titolo fa riferimento al ritornello della canzone Love, the Hardest Way, in cui è presente la frase Baudelaire in Braille

### Tracce
Testi e musiche di Ville Valo.
1. In Venere Veritas (Acoustic) – 2:30
2. Scared to Death (Acoustic) – 2:59
3. Heartkiller (Acoustic) – 3:10
4. Dying Song (Acoustic) – 2:44
5. Disarm Me (with Your Loneliness) (Acoustic) – 3:34
6. Love, the Hardest Way (Acoustic) – 2:34
7. Katherine Wheel (Acoustic) – 3:31
8. In the Arms of Rain (Acoustic) – 3:02
9. Ode to Solitude (Acoustic) – 3:08
10. Shatter Me with Hope (Acoustic) – 2:42
11. Acoustic Funeral (for Love in Limbo) (Acoustic) – 3:19
12. Like St. Valentine (Acoustic) – 3:04
13. The Foreboding Sense of Impending Happiness (Acoustic) – 2:11

## Formazione
- Ville Valo - voce
- Mikko "Linde" Lindström - chitarra solista
- Mikko "Migé" Paananen - basso, cori
- Mika "Gas Lipstick" Karppinen - batteria, percussioni
- Janne "Burton" Puurtinen - tastiere, cori